# Pierre Saulnier
Pierre Saulnier, né vers 1548 et mort le 24 décembre 1612 à Autun, est un évêque français du XVIe siècle et du début du XVIIe siècle .

## Biographie
Pierre Saulnier est issu d'une noble famille de Charolles. Il est docteur en théologie, moine et prieur claustral de Charlieu. Aussi habile prédicateur que savant canoniste, il est nommé en 1588 évêque d'Autun par Henri III. Il assista, en 1593 aux Etats généraux du royaume. 
Saulnier fait bâtir des couvents pour les capucins à Autun et à Beaune. Le roi le fait conseiller d'État en 1608. La même année il consacre l'église collégiale de Bourbon-Lancy. Il administra l'évêché de Lyon en 1599 et, en 1612, exerça le droit d'administrateur primatial.
Après sa mort le siège d'Autun vaqua huit ans et fut assuré, au nom de l'archevêque de Lyon par Nicolas Jeannin, doyen d'Autun.